# Breakaway (singolo Kelly Clarkson)
Breakaway è un brano musicale dell'artista americana Kelly Clarkson, estratto come primo singolo dal suo secondo album, Breakaway.
Scritto da Avril Lavigne, Bridget Benenate e Matthew Gerrard, era stato destinato in un primo momento all'album di debutto di Avril, Let Go. Dopo essere stato scartato dal disco, è stato assegnato a Kelly Clarkson per essere registrato come colonna sonora del film Principe azzurro cercasi. Il successo riscosso dal brano ha indotto la cantante ad inserirlo nel suo secondo album e a dare ad esso il titolo portato dal pezzo.

## Il brano
Secondo Benenate, il brano è stato scritto nel 2002 mentre stava lavorando con Gerrard al primo album di Avril Lavigne, Let Go.